# Шалакуша
Шалакуша (рос. Шалакуша) — селище в Няндомському районі Архангельської області Російської Федерації.
Населення становить 2634 особи. Входить до складу муніципального утворення Няндомський муніципальний округ.

## Історія
До 2022 року входило до складу муніципального утворення Шалакуське поселення.

## Населення
| 1959 | 1970  | 1979  | 1989  | 2002  | 2010  | 2012  |
| ---- | ----- | ----- | ----- | ----- | ----- | ----- |
| 8404 | ↘3413 | ↘3361 | ↘3343 | ↘2790 | ↘2236 | ↗2634 |